# Čilik
Čilik nebo Šilik (rusky Чилик nebo Шилик) je řeka v Almatské oblasti v Kazachstánu. Na horním toku se nazývá Džangyryk. Je levým přítokem Ili.

## Číselné údaje
Je 245 km dlouhá. Povodí má rozlohu 4 980 km².

## Průběh toku
Pramení na jižním svahu Zailijského Alatau. Dále vtéká do Ilijské kotliny, kde se rozvětvuje na dvě ramena (Kur Čilik a Ulchun Čilik). Ústí do Kapčagajské přehrady na Ili.

## Vodní stav
Zdroj vody je ledovcovo-sněhový. Průměrný roční průtok je 32,2 m³/s ve vzdálenosti 63 km od ústí.

## Využití
Využívá se pro zavlažování.